# هيرينيوس إيتروسكوس
هيرينيوس إيتروسكوس، ويسمى أيضاً: (كوينتوس هيرينيوس إيتروسكوس موسيوس ديكيوس)، (بالإنجليزية: Quintus Herennius Etruscus Messius Decius)‏ هو إمبراطور روماني من القرن الثالث الميلادي. ولد في سنة 227 م تقريباً، وأصبح الإمبراطور مع والده ديكيوس وعمره 22 سنة في سنة 250 م، الذي استولى على الحكم بانقلابه على الإمبراطور السابق فيليب العربي. لم يستمروا في حكمهم سوى سنة واحدة حيث قتلوا معاً في معركة أبريتاس في تراقيا أمام القوط والسكيثيين. 

## نبذة تاريخية
ولد كوينتوس هيرينيوس إيتروسكوس موسيوس ديكيوس في حوالي عام 227 م، لوالده ديكيوس، الجنرال الروماني الذي أصبح فيما بعد إمبراطورًا، وزوجته هيرينيا إتروسيلا. أصبح ديكيوس إمبراطورًا بعد إرساله لقيادة القوات في مقاطعتي بانونيا ومويسيا، حيث تم إعلانه إمبراطورًا من قبل قواته في سبتمبر 249، وفي مواجهة فيليب العربي. قاد قواته ضد فيليب، وتقابلت قواتهم في سبتمبر 249 ، بالقرب من فيرونا بإيطاليا. وفي المعركة، قُتل فيليب ، وبعد ذلك أعلن مجلس الشيوخ الروماني ديكيوس إمبراطورًا، وكرموه باسم ترايانوس، في إشارة إلى الإمبراطور تراجان.
تم ترقية هيرينيوس إيتروسكوس إلى قيصر عام 250 ، مما جعله الوريث لوالده ديكيوس ، قبل أن يتم ترقيته إلى أغسطس في مايو 251 ، مما جعله شريكًا للإمبراطور تحت حكم ديكيوس. بعد تعيين هيرينيوس إتروسكوس إلى أغسطس، تم تعيين شقيقه الأصغر هوستيليان قيصر. كما تم تعيين هيرنيوس إتروسكوس قنصلًا لعام 251.